# 杨仲达
杨仲达，隋末唐初时豫州（即汝南郡）的割据势力，初属洛阳的王世充，武德三年（620年）十月，以豫蔡息三州之地归附唐朝。唐朝拜仲达为蔡州总管、上柱国，封鲁国公，赐食邑三千户。其子杨行矩为豫州总管、汝南郡开国公，杨行模为息州刺史、义阳郡开国公。